# Mala Kapela
Mala Kapela («Lille Kapel») er en bjergkæde i Kroatien, og en del af De dinariske Alper. Højeste punkt er Seliški vrh som er 1.279  moh.
Bjergene er  er adskilt fra de højere bjerge i  Velika Kapela mod nord, af passet Vhr Kapele (887 moh.), og strækker sig i en sydøstlig retning til Plješevica-bjergene. Nationalparken Plitvicesøerne ligger i bjergene, og Seliški vrh er højeste punkt i parken. Mala Kapela-tunnelen går gennem den nordlige del af bjergene.